# OK Human
OK Human é o décimo quarto álbum de estúdio da banda americana Weezer, lançado em 29 de janeiro de 2021 pela Crush Music e Atlantic Records. O álbum é caracterizado por uma grande influência do pop barroco, inspirado em álbuns como Nilsson Sings Newman de Harry Nilsson e Pet Sounds dos Beach Boys. O título do álbum, por sua vez, é uma referência direta ao álbum OK Computer do Radiohead.

## Faixas
Todas as faixas foram escritas por Rivers Cuomo , exceto "All My Favorite Songs", escrita por Rivers Cuomo, Ashley Gorley, Ben Johnson e Ilsey Juber.
| N.º            | Título                            | Duração |  |
| 1.             | "All My Favorite Songs"           | 3:22    |  |
| 2.             | "Aloo Gobi"                       | 3:03    |  |
| 3.             | "Grapes of Wrath"                 | 2:50    |  |
| 4.             | "Numbers"                         | 3:20    |  |
| 5.             | "Playing My Piano"                | 2:36    |  |
| 6.             | "Mirror Image"                    | 1:17    |  |
| 7.             | "Screens"                         | 2:11    |  |
| 8.             | "Bird with a Broken Wing"         | 3:51    |  |
| 9.             | "Dead Roses"                      | 2:17    |  |
| 10.            | "Everything Happens for a Reason" | 0:23    |  |
| 11.            | "Here Comes the Rain"             | 2:27    |  |
| 12.            | "La Brea Tar Pits"                | 2:50    |  |
| Duração total: | Duração total:                    | 30:27   |  |